# Elección complementaria de Chile de julio de 1972
El domingo 16 de julio de 1972 se realizó una elección parlamentaria complementaria para llenar la vacancia de un diputado en la Cuarta Agrupación Departamental (La Serena, Coquimbo, Elqui, Ovalle, Combarbalá e Illapel), en la zona norte de Chile, luego de la muerte del diputado comunista Cipriano Pontigo Urrutia el 5 de mayo de 1972. Al igual que las elecciones complementarias de enero del mismo año, se presentaron sólo dos candidatos, uno de la Unidad Popular y otro de la Confederación de la Democracia, reflejando la polarización de la política.
Esta fue la última elección complementaria realizada en la historia democrática de Chile, ya que tras la dictadura militar impuesto en 1973, y con las posteriores reformas establecidas en la Constitución de 1980, se priorizó la designación de reemplazantes por la vía de los compañeros de lista o por nombramiento de los partidos políticos.

## Candidatos

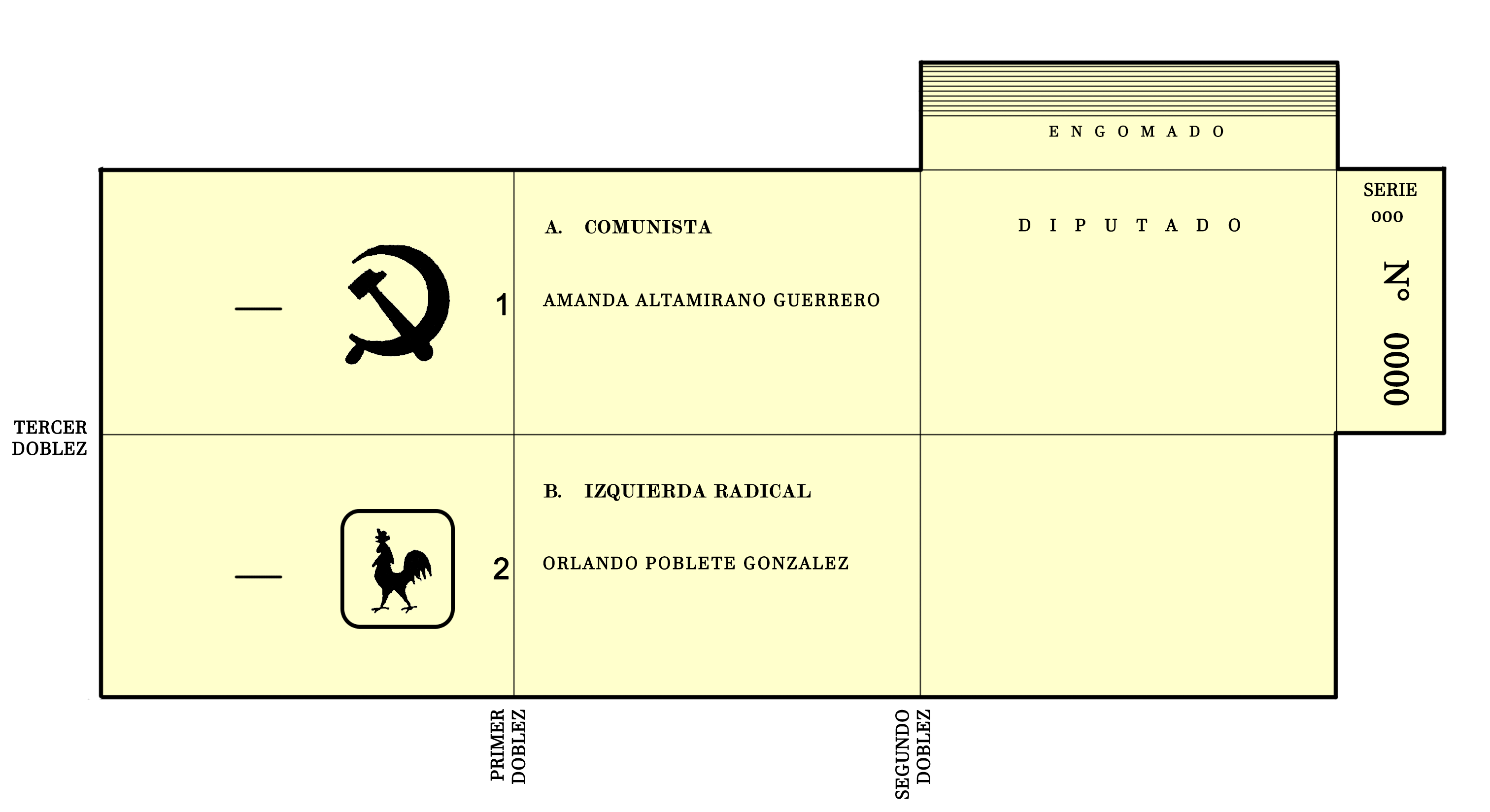
Voto utilizado en la elección.

La Unidad Popular anunció el 15 de mayo que el candidato que presentaría sería un militante del Partido Comunista y que el radical Hugo Miranda Ramírez sería nombrado generalísimo de la campaña de la Unidad Popular, y el 23 de mayo se anunció la postulación de Amanda Altamirano Guerrero, gobernadora del Departamento de Coquimbo desde el 4 de noviembre de 1970, por lo que renunció dos días después de su nominación para iniciar su campaña, siendo reemplazada por el comunista Augusto Castex Carrió en la gobernación a partir del 25 de mayo.
La Confederación de la Democracia presentó como candidato a Orlando Poblete González, militante del Partido Izquierda Radical (PIR), exalcalde de Copiapó y exdiputado por la Tercera Agrupación Departamental (Copiapó, Chañaral, Huasco y Freirina) entre 1965 y 1969. Anteriormente, el 9 de mayo la Directiva Provincial del PIR para Coquimbo había propuesto a Eugenio Velasco Letelier como potencial candidato, sin embargo se descartó dicha idea junto con la de presentar a Manuel Sanhueza, y el 16 de mayo la Dirección Nacional del partido nominó a Arturo Venegas —en aquel entonces vicepresidente del PIR—, quien también rechazó dicha posibilidad. Ante ello, el 27 de mayo el PIR anunció oficialmente a Poblete como su candidato. El Partido Nacional acordó el 27 de mayo entregar su apoyo a la candidatura de Poblete, misma situación que realizó la Dirección Nacional del Partido Demócrata Cristiano el 29 de mayo. También se sumaron la Democracia Radical y el Partido Democrático Nacional, conformando una sola candidatura opositora al gobierno.

## Campaña
El 9 de junio fue firmado el decreto presidencial que convocaba oficialmente a la elección complementaria. Cuatro días después, el subsecretario del Interior, Daniel Vergara, anunciaba el calendario oficial de actividades previas a la elección:
- 16 de junio: Reunión de las Juntas Electorales para designar a los vocales de las mesas receptoras de sufragios.
- 26 de junio: Vencimiento del plazo para inscribir candidaturas.
- 27 de junio: Sorteo en la Dirección del Registro Electoral de la ubicación de las candidaturas en la cédula de votación. Con el número 1 fue asignada Amanda Altamirano y con el número 2 Orlando Poblete.[16]
- 1 de julio: Inicio oficial de la campaña. Publicación del facsímil de la cédula de votación en periódicos locales y reunión de vocales para constituir las mesas receptoras de sufragios.
- 8 de julio: Segunda publicación del facsímil de la cédula de votación.
- 13 de julio: Cierre oficial de las Secretarías de Propaganda de las campañas correspondientes.
- 14 de julio: Inicio de funcionamiento de las Oficinas de Informaciones ubicadas en los recintos de votación.
- 15 de julio: A partir del mediodía se prohibieron todas las manifestaciones públicas.

En la papeleta de votación, que era de color amarillo, apareció por primera vez el símbolo de cada partido involucrado en la elección, luego de la aprobación de la ley que regulaba el derecho a sufragio de los analfabetos; en esta elección complementaria pudieron votar por primera vez 36 hombres y 6 mujeres analfabetas de la provincia de Coquimbo.
Se realizaron diversos actos masivos durante la campaña de ambos candidatos; uno de ellos ocurrió el 4 de julio en La Serena, denominado "La Juventud Marcha con Amanda" y compuesto por cuatro columnas ("Deberes y Derechos de la Juventud", que partió desde la Estación de Ferrocarriles; "1972: Año de la Juventud", compuesta por jóvenes de la Universidad de Chile, Tierras Blancas y Andacollo y que partió desde el paradero 3 de Balmaceda; "Trabajo Voluntario, deber revolucionario", que reunía a jóvenes de las poblaciones Compañía Alta y Baja, La Quebradita y Jaramillo, y que partió desde el Puente Fiscal; y "Estudio y Trabajo - Socialismo", compuesta por jóvenes de las poblaciones La Antena, Coll y Juan XXIII que bajaron desde los sectores altos de la ciudad) que convergieron frente a la sede del Partido Radical en la avenida José Manuel Balmaceda, en un evento que congregó a alrededor de 10 000 jóvenes y que contó con la presencia del grupo Inti-Illimani.
La candidatura de Orlando Poblete realizó un acto en el Teatro Nacional de Coquimbo el 4 de julio, al cual asistieron alrededor de 1000 mujeres. Al día siguiente se realizó una masiva marcha en La Serena, que se inició en la Plaza Buenos Aires y finalizó en la Plazuela La Merced, lugar donde se instaló un podio en donde Poblete se dirigió a los manifestantes.
Los actos de cierre de campaña se realizaron en la noche del 14 de julio: la candidatura de Amanda Altamirano reunió a más de 35 000 personas en una marcha de cuatro columnas (similares a las de "La Juventud Marcha con Amanda" del 4 de julio) que convergieron en la Plaza Buenos Aires, ubicada al inicio de la avenida Francisco de Aguirre, mientras que la campaña de Orlando Poblete realizó su cierre en el Empalme de Coquimbo, en un acto que contó con la presencia de Luis Bossay y Sergio Onofre Jarpa, presidentes de los partidos Izquierda Radical y Nacional, respectivamente. El mismo día, el comandante del Regimiento Arica, Pedro Ewing, asumió como Jefe de Fuerza para vigilar el desarrollo normal de la elección.

## Resultados
Los resultados de la elección fueron los siguientes:
|  | 54.40 % |

|  | 45.60 % |

El resultado a nivel de comunas fue el siguiente:
|                                  |        |        |
| Departamento de La Serena        |        |        |
| La Serena                        | 12 278 | 12 618 |
| La Higuera                       | 1296   | 311    |
| Departamento de Coquimbo         |        |        |
| Coquimbo                         | 9877   | 8951   |
| Andacollo                        | 1878   | 1383   |
| Departamento de Elqui            |        |        |
| Vicuña                           | 2071   | 1997   |
| Paihuano                         | 885    | 968    |
| Departamento de Ovalle           |        |        |
| Ovalle                           | 8037   | 6758   |
| Monte Patria                     | 1876   | 1418   |
| Punitaqui                        | 1797   | 889    |
| Samo Alto                        | 459    | 435    |
| Departamento de Combarbalá       |        |        |
| Combarbalá                       | 1711   | 1052   |
| Departamento de Illapel          |        |        |
| Illapel                          | 3277   | 1931   |
| Mincha                           | 1259   | 704    |
| Salamanca                        | 2194   | 1565   |
| Los Vilos                        | 1587   | 1329   |
| Total general                    | 50 482 | 42 309 |
| Fuente: Ministerio del Interior. |        |        |

## Reacciones
El presidente Salvador Allende declaró, tras saberse el resultado de la elección, que «Chile efectivamente vive una democracia» y que «la ciudadanía de Coquimbo no se ha dejado seducir y ha sabido apreciar exactamente lo que estas elecciones significaban».
La prensa reaccionó de diversa forma. El diario Tribuna, cercano al Partido Nacional, señalaba que el resultado de la elección fue una "sanción moral" para el gobierno de Allende. El diario La Prensa, cercano al Partido Demócrata Cristiano, publicaba que «la oposición (CODE) redujo diferencias de 26.000 a 8.873 sufragios». El diario oficialista La Nación titulaba «Vencimos ayer y venceremos mañana» y mencionaba que «fracasó la máquina reaccionaria», mientras que El Siglo titulaba «Un gran triunfo del pueblo chileno: ganó Amanda».
Amanda Altamirano se incorporó a la Cámara de Diputados el 11 de octubre de 1972, al realizar la promesa correspondiente para asumir el escaño vacante.